# Tested by the Flag
Tested by the Flag è un cortometraggio muto del 1911. Il nome del regista non viene riportato nei credit del film.
Noto anche come Jean, the Vitagraph Dog, Jean - il cane protagonista del film - era una border collie che apparteneva al regista Larry Trimble che la fece diventare una delle prime star canine dello schermo.

## Produzione
Il film fu prodotto dalla Vitagraph Company of America.

## Distribuzione
Distribuito dalla General Film Company, il film - un cortometraggio in una bobina - uscì nelle sale cinematografiche statunitensi il 1º luglio 1911.